# آلیاژهای تیتانیوم
آلیاژهای تیتانیوم، رده‌ای از آلیاژهای سبک هستند که عنصر اصلی سازنده آن‌ها تیتانیوم است. این رده از آلیاژها علاوه بر استحکام کششی و چقرمگی بالا (حتی در دماهای زیاد)، از مقاومت به خوردگی و خزش بی نظیری نیز برخوردارند. اما هزینه بالای تولید و پردازش آن‌ها مانع از اقبال عمومی در تمامی صنایع شده و تنها کاربرد آن‌ها را به صنایع نظامی، هوافضا، برخی تجهیزات پزشکی و ایمپلنت‌ها و برخی تجهیزات الکترونیکی محدود ساخته‌است.
اگرچه تیتانیوم «خالص تجاری» دارای خواص مکانیکی قابل قبولی برای برخی کابردها از جمله ایمپلنت‌های دندانی است، اما برای بهبود خواص تیتانیوم، آن را با برخی عناصر دیگر همچون آلومینیوم و وانادیوم آلیاژ می‌کنند. آلیاژ سازی در آلیاژهای تیتانیوم از روش‌های گوناگونی همچون تشکیل محلول جامد یا عملیات حرارتی می‌تواند باعث افزایش شدید خواصی همچون استحکام، سختی و چقرمگی در این فلزات شود.
```
#آلیاژهای تیتانیوم
```

همان طور که گفتیم آلیاژهای تیتانیوم از تیتانیوم خالص و یک فلز دیگر برای بهبود خواص ساخته می شوند.برای بهبود خواص تیتانیوم ، آن را با برخی عناصر دیگر همچون آلومینیوم ، وانادیوم ، قلع ، مولیبدن و ... آلیاژی می‌کنند. آلیاژسازی در آلیاژهای تیتانیوم از روش‌های گوناگونی همچون تشکیل محلول جامد یا عملیات حرارتی می‌تواند باعث افزایش شدید خواصی همچون استحکام ، سختی و چقرمگی در این فلز شود.
دو شکل فازی از آلیاژ تیتانیوم جامد وجود دارد:
تیتانیوم آلفا: از 25 درجه سانتی گراد تا 882 درجه سانتی گراد پایدار است.تیتانیوم بتا: از 882 درجه سانتی گراد تا نقطه ذوب تیتانیوم پایدار است.
آلیاژهای تیتانیوم که در صنایع هوافضا استفاده می شوند،
برای افزایش خواص مکانیکی و  شیمیایی باید عناصر پایدارکننده ساختار آلفا و بتا را داشته باشند؛
اما در کاربردهایی که به خاطر مقاومت به خوردگی عالی تیتانیوم از آن استفاده می شود، تیتانیوم خالص مورد استفاده قرار می گیرد.
وقتی عنصرهای آلیاژی را به تیتانیوم می افزاییم، باعث تغییر درصد هر کدام از فازهای آلفا و بتا می شوند.
محصولات نهایی :  شمش - بیلت - میله - ورق نازک و ضخیم - نوار - لوله
محصولات اولیه: اسفنج - پودر
 قطعات سفارشی محصول: قطعات آهنگری شده - قطعات  متالورژی پودر - قطعات ریختگی

## ساختار بلوری و استحاله
تیتانیوم در دما و فشار محیط دارای ساختار بلوری HCP با نسبت فشردگی(c/a) برابر با ۱٫۵۸۷ می‌باشد (فاز α). در دمای ۸۹۰ درجه سلسیوس، تیتانیوم در اثر یک استحاله آلوتروپی به فاز β با ساختاربلوری BCC تبدیل می‌شود که این ساختار تا دمای ذوب (۱۶۷۸ درجه سلسیوس) پایدار باقی می‌ماند.
بعضی از عناصر می‌توانند دمای تبدیل آلفا به بتا را افزایش یا کاهش دهند؛ عناصری که در فاز آلفا حل می‌شومد همچون آلومینیوم، گالیم، ژرمانیم، کربن، اکسیژن و نیتروژن باعث افزایش دمای انتقال می‌شوند و به عناصر پایدارکننده آلفا مشهورند. اما عناصری همچون مولیبدن، وانادیم، تانتال، آهن، کروم، کبالت، نیکل، مس و سیلیکون دمای انتقال را کاهش داده و پایدارکننده فاز بتا هستند.

### طبقه‌بندی آلیاژی بر اساس ساختار بلوری
آلیاژهای تیتانیوم را می‌توان بر اساس ساختار بلوری آن‌ها به چهار دسته تقسیم‌بندی کرد:
- آلیاژهای آلفا که دارای عناصر آلیاژی خنثی (همچون قلع) و/یا عناصر پایدار ساز فاز آلفا (همچون آلومینیوم یا اکسیژن) هستند. مثال‌ها عبارتند از: Ti-5AL-2SN-ELI و Ti-8AL-1MO-1V.
- آلیاژهای نزدیک به آلفا که حاوی مقدار اندکی فاز بتای شکل‌پذیر هستند. این گروه علاوه بر عناصر پایدارساز فاز آلفا، با مقدار کمی (۱ تا ۲٪) از پایدار سازهای فاز بتا مانند مولیبدن، سیلیکون یا وانادیم آلیاژسازی می‌شوند. مثال‌ها عبارتند از: Ti-6Al-2Sn-4Zr-2Mo ,Ti-5Al-5Sn-2Zr-2Mo IMI 685 و Ti 1100.
- آلیاژهای آلفا/بتا، که از لحاظ ترمودینامیکی آلیاژهای شبه پایداری بوده و عموماً شامل ترکیبی از پایدارسازهای فاز آلفا و بتا هستند. این سری از آلیاژها قابلیت عملیات حرارتی دارند. مثال‌ها عبارتند از: Ti-6Al-4V-ELI ,Ti-6Al-4V و Ti-6Al-6V-2Sn.
- آلیاژهای بتا نیز از لحاظ ترمودینامیکی شبه پایدار بوده و حاوی مقادیر کافی از عناصر پایدارساز فاز بتا هستند که به این آلیاژها امکان می‌دهد تا فاز بتا را هنگامی که کوئنچ می‌شوند، حفظ کنند. این آلیاژها همچنین قابلیت عملیات پیرسختی به منظور افزایش استحکام را دارند. مثال‌ها عبارتند از: Ti-10V-2Fe-3Al ,Ti-13V-11Cr-3Al ,Ti-8Mo-8V-2Fe-3Al ,Beta C و Ti-15-3.[۴]

#### تیتانیوم بتا
آلیاژهای تیتانیوم بتا ساختار bcc دارند. عناصر مورد استفاده در این آلیاژها عبارتند از مولیبدن، وانادیم، نئوبیوم، تانتالیوم، زیرکونیوم، منگنز، آهن، کرم، کبالت، نیکل و مس هستند که در مقادیر مختلف و به صورت تکی یا چندتایی به تیتانیوم اضافه می‌شوند.

این آلیاژ قابلیت شکل‌پذیری عالی دارد و به راحتی جوشکاری می‌شود.
تیتانیوم بتا امروزه به صورت گسترده در ارتودنسی به کارگرفته می‌شود. این نوع آلیاژ در کاربردهای خاصی می‌تواند جایگزین فولاد زنگ نزن شود، همانظور که پیش از این در ارتودنسی از فولاد زنگ نزن استفاده می‌شد. مدول الاستیسیته و استحکام این گروه تقریباً دو برابر فولاد زنگ نزن ۸–۱۸ است و تغییر شکل الاستیک بزرگ‌تری در فنرها از خود نشان می‌دهد.

## خواص و کاربردها

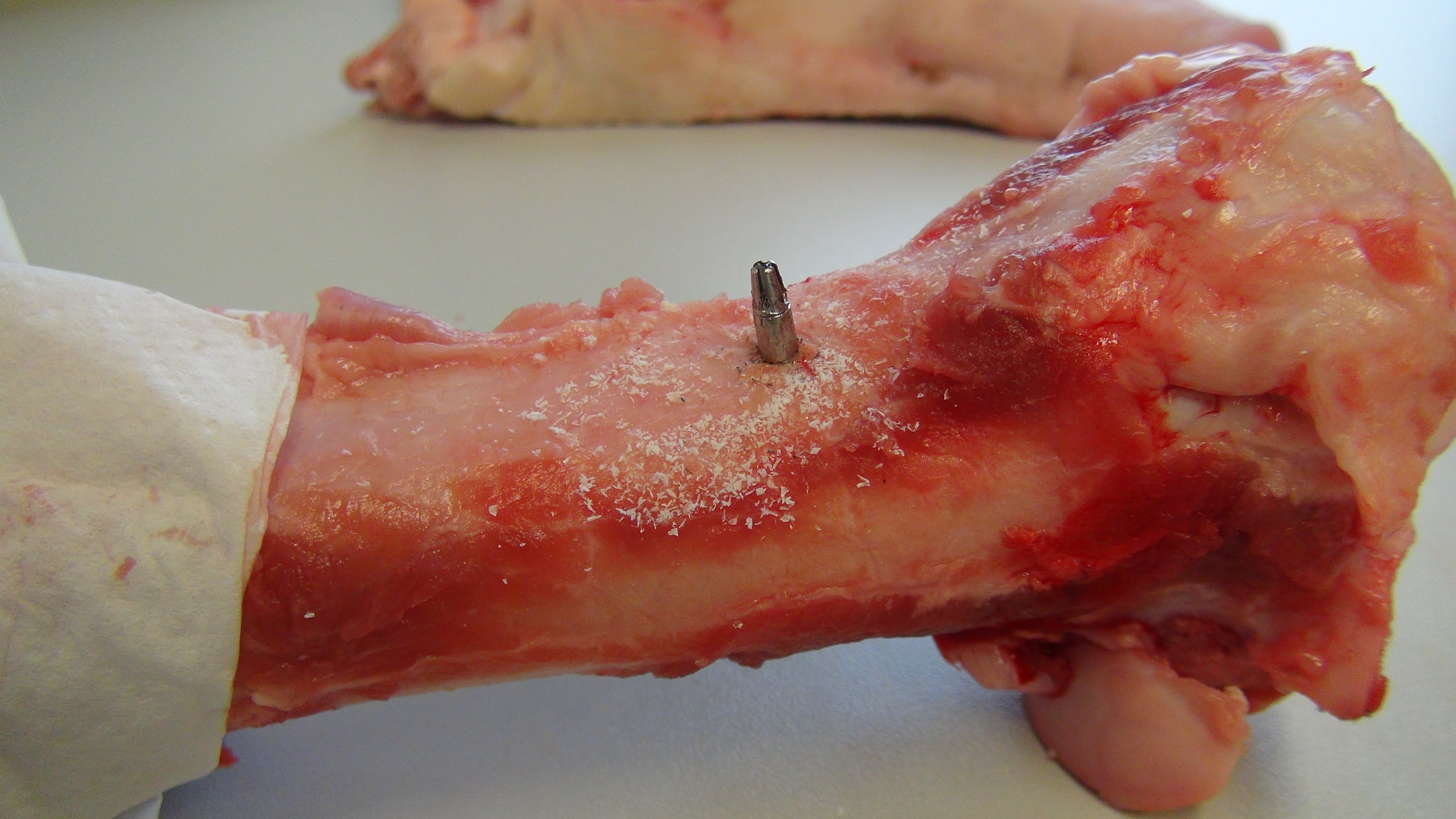
درون‌کاشت استخوانی از جنس تیتانیوم با رده پزشکی، پوشش دهی شده به روش لایه نشانی اتمی

در کل، فاز بتا شکل‌پذیری بیشتری دارد و فاز آلفا گرچه استحکام بیشتری دارد، اما شکل‌پذیری آن نسبت به فاز بتا کمتر است. دلیل آن، بیشتر بودن صفحات لغزش در ساختار bcc فاز بتا در مقایسه با ساختار hcp فاز آلفا است. آلیاژهای آلفا/بتا نیز از خواصی مابین این دو فاز برخوردارند.

تیتانیوم دی‌اکسید در فلزات در دماهای بسیار بالا حل می‌شود و شکل‌دهی آن انرژی زیادی می‌طلبد. این دوعامل نشان می‌دهد که مقدار قابل توجهی از اکسیژن به صورت محلول در آن وجود دارد و از این رو می‌توان آن را به نوعی آلیاژ Ti-O در نظر گرفت. رسوبات اکسید استحکام نسبی را ارائه می‌دهند امّا در مقابلِ عملیات حرارتی به خوبی پاسخگو نیستند و می‌توانند چقرمگی آلیاژ را به‌طور قابل ملاحظه‌ای کاهش دهند.

بسیاری از آلیاژها از تیتانیوم یه صورت جزئی بهره می‌گیرند. امّا از آنجایی که آلیاژها بر اساس آن که کدام عنصر بیشترین مقدار ماده را تشکیل می‌دهد، طبقه‌بندی می‌شوند، این‌ها معمولاً به عنوان آلیاژ تیتانیوم در نظر گرفته نمی‌شوند.
تیتانیوم به تنهایی یک فلز سبک و مستحکم است. این فلز از فولادهای کم کربن معمول مستکحم تر است، در حالی که ۴۵٪ از آن سبک‌تر است. همچنین این فلز دوبرابر مستحکم ترآلیاژهای ضعیف آلومینیوم است، درحالی که تنها ۶۰٪ از آن‌ها سنگین تر است. تیتانیوم از مقاومت به خوردگی بی نظیری در برابر آب دریا برخوردار است و به همین دلیل بخش‌هایی از شناور که در معرض آب دریا قرار می‌گیرند، همچون محور پروانه از آلیاژهای تیتانیوم ساخنه می‌شوند. تیتانیوم در راکت‌ها، موشک‌ها و هواپیماها کاربرد زیادی دارند، چراکه این آلیاژها نه تنها نسبت استحکام به وزن بالایی دارند بلکه از مقاومت زیادی در برابر دمای بالا نیز برخوردارند. علاوه براین، از آنجایی که تیتانیوم با بدن انسان واکنش نمی‌دهد، خود و آلیاژهایش در ساخت لگن مصنوعی، پین‌های مورد استفاده در ترمیم شکستگی استخوان‌ها و ایمپلنت‌ها استفاده می‌شود

## رده‌های آلیاژهای تیتانیوم
انجمن مواد و آزمون آمریکا (به اختصار ASTM) استانداردهایی را برای دسته‌بندی آلیاژهای تیتانیوم ارائه کرده‌است که از آن بین می‌توان به استاندارد میله‌ها و شمش‌های تیتانیومی با مشخصه ASTM B348 و همچنین ASTM B265 برای ورق‌ها و صفحات تیتانیومی اشاره کرد؛ شایان ذکر است که استانداردهای کمتر شناخته شده‌ای همانند ASTM B381 برای آلیاژهای مخصوص آهنگری یا استاندارد JIS H4600 (مربوط به سازمان استاندارد صنعتی ژاپن) نیز برای دسته‌بندی آلیاژهای تیتانیوم وجود دارد.
مشخصات و شرایط عملیات حرارتی بعضی از این آلیاژها بر اساس استاندادرهای ASTM B265/B348 مطابق زیر است (باید اشاره کرد که در کل ۳۹ رده مختلف آلیاژی در استاندارد ASTM B265/B348 وجود دارد):

آلیاژهای Ti در شرایط زیر عرضه می‌شوند: گریدهای ۵، ۲۳، ۲۴، ۲۵، ۲۹، ۳۵ و ۳۶ تحت عملیات آنیلینگ یا پیرسازی قرار می‌گیرند. گریدهای ۹، ۱۸، ۲۸ و ۳۸ کار سرد، تنش زدایی و آنیل می‌شوند. گریدهای ۱۹، ۲۰ و ۲۱ نیز تحت عملیات انحلالی یا عملیات انحلالی و پیرسازی توأماً قرار می‌گیرند.
- گرید ۱ انعطاف‌پذیرترین و نرم‌ترین آلیاژ تیتانیوم است. این آلیاژ گزینهٔ خوبی برای شکل‌دهی سرد و محیط‌های خورنده است.
- گرید ۲ تیتانیوم غیرآلیاژی، اکسیژن استاندارد.
- گرید ۳ تیتانیوم غیر آلیاژی، اکسیژن متوسط.
گریدهای ۱ تا ۴ غیرآلیاژی هستند و با نام خالص تجاری یا "CP" نامیده می‌شوند. به‌طور کلی برای گریدهای خالص با افزایش شماره گرید، استحکام تسلیم و شکست افزایش می‌یابد. تفاوت در خواص فیزیکی آن‌ها اصولاً به مقادیر عناصر درون شبکه‌ای مربوط می‌شود. این گروه در جاهایی که مقاومت به خوردگی، هزینه، سهولت ساخت و قابلیت جوشکاری اهمّیّت دارند، به کار می‌روند.
- گرید ۵ که همچنین تحت عنوان Ti6Al4V یا Ti 6-4 شناخته می‌شود، پراستفاده‌ترین آلیاژ تیتانیوم می‌باشد و دارای ترکیب شمیایی ۶٪ آلومینیم، ۴٪ وانادیم، ۰٫۲۵٪(حداکثر) آهن، ۰٫۲٪(حداکثر) اکسیژن و تیتانیوم به عنوان عنصر اصلی می‌باشد. این آلیاژ به‌طور قابل ملاحظه‌ای سخت‌تر از تیتانیوم خالص تجاری است در حالی که سفتی و خواص حرارتی یکسانی دارند (به جز هدایت حرارتی که در تیتانیوم گرید ۵، ۶۰٪ کمتر از تیتانیوم خالص تجاری است). از جمله مزایای بسیار آن، قابلیت عملیات حرارتی است. این گرید ترکیبی از استحکام، مقاومت به خوردگی و قابلیت جوشکاری را ارائه می‌دهد.
این آلیاژ آلفا-بتا، اسب بارکش صنعت تیتانیوم است. آلیاژ مذکور تا اندازه مقطع ۱۵ میلی‌متر قابلیت عملیات حرارتی دارد و تقریباً تا دمای ۴۰۰ درجه سانتیگراد مورد استفاده است. این آلیاژ در ساخت بدنه هواپیماها، قطعات موتور، صنایع دریایی و به خصوص صنایع تولید نیرو استفاده می‌شود.
 «کاربردها به‌طور جزئی: پره‌های توربین، دیسک‌ها، بدنه هواپیماها، اتصالات، شناورها، توپی‌ها، رینگ‌ها و ایمپلنت‌ها.»
عموماً Ti6Al4v در دماهای بالاتر از ۴۰۰ درجه سانتیگراد استفاده می‌شود. این آلیاژ چگالی در حدود ۴۴۲۰ کیلوگرم بر متر مکعب، مدول الاستیسیته ۱۲۰ گیگاپاسکال و استحکام کششی ۱۰۰۰ مگاپاسکال را داراست. در مقایسه، فولاد زنگ نزن نوع ۳۱۶ آنیل شده از چگالی ۸۰۰۰ کیلوگرم بر متر مکعب، مدول الاستیسیته ۱۹۳ گیگاپاسکال و استحکام کششی ۵۷۰ مگاپاسکال برخوردار است یا برای آلومینیم ۶۰۶۱ تمپر شده، این پارامترها به ترتیب برابر با ۲۷۰۰ کیلوگرم بر متر مکعب، ۶۹ گیگاپاسکال و ۳۱۰ مگاپاسکال است.
- گرید ۶ حاوی ۵٪ آلومینیم و ۲٫۵٪ قلع می‌باشد. همچنین به عنوان Ti5Al2.5Sn شناخته می‌شود. این آلیاژ به سبب قابلیت جوشکاری خوب و حفظ پایداری و استحکام در دمای بالا در ساخت بدنه هواپیماها و موتور جت استفاده می‌شود.
- گرید ۷ حاوی ۰٫۱۲ تا ۰٫۲۵ درصد پالادیم است و مشابه گرید ۲ است. مقدار کم پالادیم مقاومت به خوردگی آلیاژ در دماهای بالا و پایین را افزایش می‌دهد.[۹]
- گرید 7H مشابه گرید ۷ است با مقاومت به خوردگی بالاتر.[۹]
- گرید ۹ حاوی ۳ درصد آلومینیم و ۲٫۵ درصد وانادیم است. این گرید هم قابلیت جوشکاری و ساخت آسان گریدهای خالص را دارد و هم استحکام بالای گرید ۵. این آلیاژ معمولاً در ادوات هیدرولیک هواپیماها و تجهیزات ورزشی استفاده می‌شود.
- گرید ۱۱ حاوی ۰٫۱۲ تا ۰٫۲۵٪ پالادیوم است. این گرید مقاومت به خوردگی را افزایش داده‌است.[۱۰]
- گرید ۱۲ حاوی ۰٫۳ درصد مولیبدن و ۰٫۸ درصد نیکل است.[۱۰]

## عملیات حرارتی

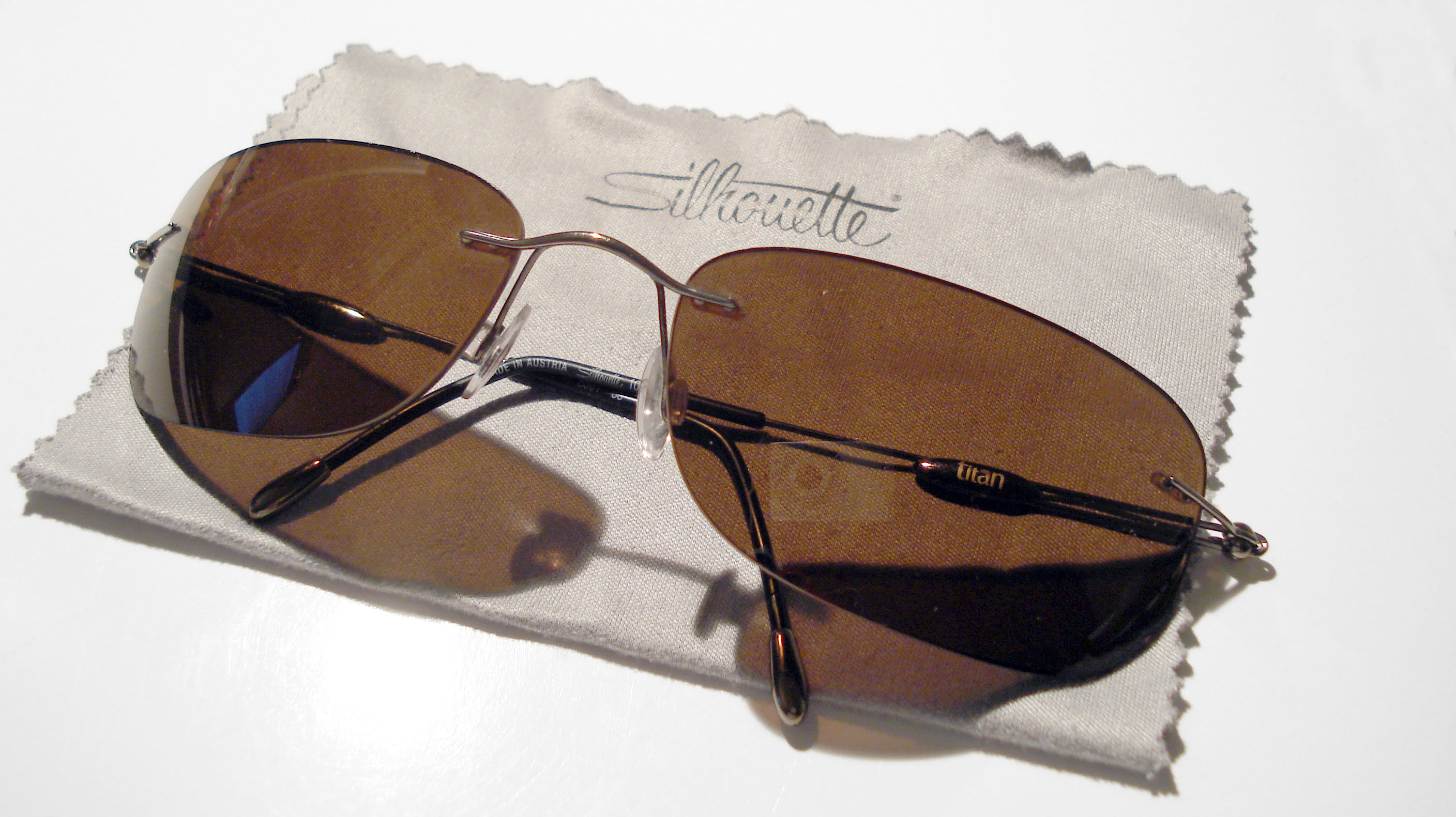
عینک آفتابی سیلوئت با لولاهای بدون پیچ

آلیاژهای تیتانیوم به دلایل متعددی عملیات حرارتی می‌شوند که اصلی‌ترین آن‌ها استحکام بخشی از طریق عملیات انحلالی (ایجاد محلول جامد) و پیرسازی و همین‌طور بهینه‌سازی خواصی مانند چقرمگی شکست، استحکام خستگی و مقاومت به خزش در دمای بالا می‌باشد.

آلیاژهای آلفا و نزدیک به آلفا نمی‌توانند با عملیات حرارتی به‌طور قابل توجهی تغییر یابند. تنش زدایی و آنیلینگ روش‌های عملیات حرارتی هستند که می‌توانند برای این دسته از آلیاژهای تیتانیوم به کار روند. سیکل‌های عملبات حرارتی آلیاژهای بتا کاملاً با آلیاژهای آلفا و نزدیک به آلفا متفاوت است. آلیاژهای بتا نه تنها می‌توانند تنش زدایی یا آنیل شوند بلکه قابلیت عملیات انحلالی و پیرسازی را دارند. آلیاژهای آلفا-بتا آلیاژهای دوفازی هستند. (هر دو فاز در دمای محیط وجود دارند) ترکیب فاز، اندازه و توزیع فازها در آلیاژهای آلفا-بتا می‌توانند توسط عملیات حرارتی تا اندازه معینی تغییر کنند و خواص تعدیل یابند.

## روش‌های ساخت و تولید آلیاژهای تیتانیوم

### ماشین‌کاری
ماشین‌کاری آلیاژهای تیتانیوم به دلیل استحکام در دمای بالای آن، هدایت حرارتی بسیار پایین، مدول الاستیسیته نسبتاً کم و واکنش‌پذیری شیمیایی بالا بسیار دشوار است. مشکلات اصلی در ماشین کاری این آلیاژها که ناشی از خواص ذاتی ماده است، عبارتند از:
- دمای برش بالا: بخش بزرگی (حدود ۸۰ درصد) از حرارت تولید شده هنگام ماشینکاری آلیاژ Ti6Al4V (متداول‌ترین آلیاژ تیتانیوم) به ابزار انتقال می‌یابد. هدایت حرارتی کم آلیاژهای تیتانیوم (۱/۶ فولاد) سبب آن می‌شود که حرارت نتواند توسط جریان سریع براده و قطعه کار دفع نشود.[۱۱] بررسی توزیع درجه حرارت در ماشین کاری آلیاژهای تیتانیوم نشان داده‌است که منطقه متأثر از حرارت در این آلیاژ به خاطر تشکیل براده‌های نازک‌تر (و در نتیجه سطح تماس کمتر ابزار و براده) بسیار کوچکتر است، طوری که دمای نوک ابزار به ۱۱۰۰ درجه سانتیگراد می‌رسد.[۱۲]
- فشارهای برش بالا: اگرچه نیروهای برشی و توان مصرفی در حین ماشینکاری آلیاژهای تیتانیوم با فولادها یکسان یا حتی کمتر است، به دلیل سطح تماس کمتر براده و ابزار (۱/۳ فولاد) و تا حدودی مقاومت آلیاژ تیتانیوم در برابر تغییر شکل (تا ۸۰۰ درجه سانتیگراد)[۱۳] تنش‌های مکانیکی در مجاورت لبه ابزار بسیار بالاتر است.
- چتر: پدیده چتر به عنوان یکی دیگر از مشکلات اصلی ماشینکاری آلیاژهای تیتانیوم به خصوص در حالت پرداخت مطرح است. مدول الاستیسیته پایین آلیاژهای تیتانیوم علت اصلی چتر در حین ماشینکاری می‌باشد. هنگامی که آلیاژ در معرض فشار برش قرار می‌گیرد تا دو برابر فولاد کربنی تغییر شکل می‌یابد و یک حالت برگشت فنری قوی پشت لبه برشی به وجود می‌آید که به سایش زودرس ابزار، ارتعاش و دمای برش بالاتر می‌انجامد.[۱۴] این ارتعاش ایجاد شده به صورت حرکت منقطع یا پرشی ابزار در ورود به منطقه برش ظاهر می‌شود که به نوعی تعریف پدیده چتر است.[۱۵]
- جنس ماده ابزار: تیتانیوم و آلیاژهایش تقریباً با مواد تشکیل دهنده تمام ابزارهای متداول در دمای بالای ۵۰۰ درجه سانتیگراد واکنش شیمیایی می‌دهد. علاوه براین، تمایل براده‌ها به جوش خوردگی در اثر فشار به ابزار و ایجاد سایش اصطلاحاً چسبنده (که در اثر نفوذ ماده براده به سطح ابزار حاصل می‌شود)، ضرورت انتخاب ابزار مناسب برای ماشینکاری آلیاژهای تیتانیوم را دوچندان کرده‌است.

#### معیارهای انتخاب ابزار
ماده ابزار در ماشینکاری آلیاژهای تیتانیوم باید ویژگی‌های زیر را داشته باشد:
1. سختی در دمای بالا
2. هدایت حرارتی بالا
3. عدم واکنش ذیری شیمیایی با تیتانیوم
4. چقرمگی و استحکام خستگی بالا
5. استحکام کششی، فشاری و برشی بالا

ابزارهای تنگستن کارباید و PCD به عنوان بهترین گزینه‌ها مطرح هستند.

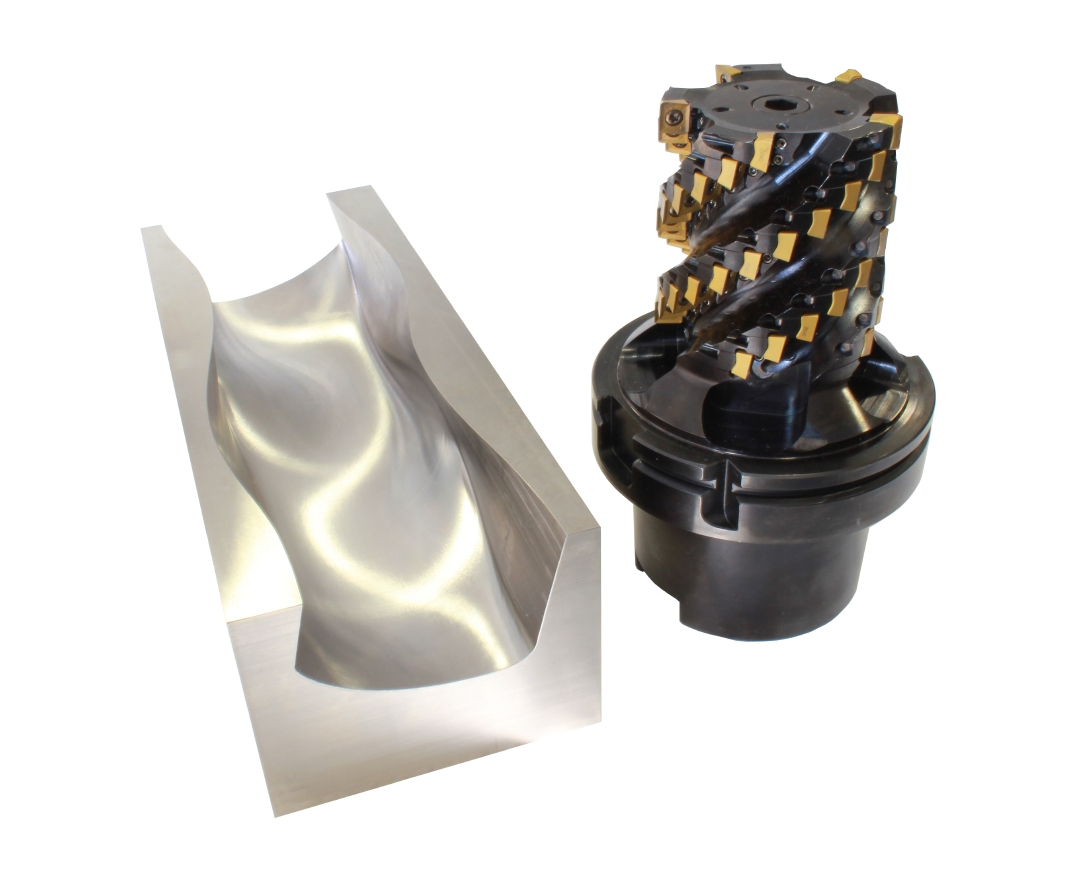
Makino Titanium-Cutting

#### یکپارچگی سطح
سطح آلیاژهای تیتانیوم به شدت در روش‌های ماشینکاری سنتی آسیب‌پذیر است. آسیب‌ها به شکل میکروترک، لبه انباشته (BUE)، تغییر شکل پلاستیک، مناطق متأثر از حرارت (HAZ) و تنش‌های پسماند کششی ظاهر می‌شوند. حد دوام تیتانیوم برای فرایند سنگ زنی نرم ۳۷۲ مگاپاسکال است، در حالی که در یک فرایند تراشکاری یا فرزکاری به کمتر از یک چهارم یعنی ۸۳ مگاپاسکال می‌رسد. برتری فرایند سنگ زنی در این زمینه احتمالاً به دلیل ایجاد تنش‌های پسماند فشاری (بهبود استحکام خستگی) می‌باشد. در فرایندهای سنگ‌زنی نرم تغییرات محسوسی در سطح ایجاد نمی‌شود.

### روش‌های غیرسنتی ماشین‌کاری آلیاژهای تیتانیوم
- ECM یا ماشینکاری الکتروشیمیایی: براده برداری مواد رسانای الکتریکی از طریق انحلال آندی در یک الکترولیت با جریان سریع تعریف کوتاهی از این فرایند است. ECM قابلیت ایجاد کانتورهای پیچیده و بدون اعوجاج و همین‌طور سطوح با کیفیت را داراست. سدیم کلرید به عنوان الکترولیت متداول برای آلیاژهای تیتانیوم استفاده می‌شود.
- LBT یا ماشینکاری به کمک پرتو لیزر : در این فرایند با تمرکز پرتو لیزر و جریان گاز روی قطعه کار، براده برداری صورت می‌گیرد. انرژی لیزر سبب ذوب موضعی شده و جریان گاز اکسیژن با ایجاد یک واکنش گرمازا، ماده ذوب شده را از قطعه کار جدا می‌کند. آلیاژهای تیتانیوم در این روش با نرخ بالایی براده‌برداری می‌شوند. لیزر مورد استفاده از نوع CO2 است.
- CHM یا فرزکاری شیمیایی: انحلال کنترل شده ماده قطعه کار در اثر تماس با یک ماده شیمیایی قوی را CHM گویند. در این روش جاهایی از قطعه کار که قرار نیست ماشینکاری شوند، با یک ماسک مقاوم شیمیایی حفاظت می‌شوند.[۱۸]
- مایعات برشی : مایعات برشی پایه آبی (مثلاً محلول رقیق آب و روغن) بهترین گزینه برای سرعت‌های برشی بالا است؛ به علاوه در سرعت‌های کم و عملیات پیچیده به منظور به حداقل رسندن اصطکاک و کاهش تمایل به چسبندگی تیتانیوم از روغن‌های سولفوریزه و کلریناته استفاده می‌شود. نکته دیگر آنکه در استفاده از روغن‌های کلریناته باید به این نکته توجه شود که امکان ایجاد ترک در اثر تنش‌های ناشی از خوردگی وجود دارد.[۱۹]